# Autoroute A5 (Autriche)
Pour les articles homonymes, voir A5, Autoroute A5 et Autoroute du Nord.
L'autoroute autrichienne A5 (en allemand : Nord/Weinviertel Autobahn (A5) ou Autoroute du nord et du Weinviertel) est un axe autoroutier situé en Autriche, qui relie Großebersdorf à Poysdorf, l'autoroute est censée à l'avenir atteindre la frontière tchèque.